# Galea leucoblephara demissa
Galea leucoblephara demissa es una de las subespecies en que se divide la especie de roedor histricomorfio G. leucoblephara, denominada comúnmente cuis moro. Se distribuye en el centro y centro-sur de Sudamérica.

## Taxonomía
Descripción original
Este taxón fue descrito originalmente en el año 1921 por el mastozoólogo británico Michael Rogers Oldfield Thomas, como una subespecie de Galea boliviensis.
Localidad tipo
La localidad tipo referida es: “San Antonio (600 msnm), Parapiti [sic] (río Parapetí), a unos 250 km al sur de Santa Cruz de la Sierra, departamento de Santa Cruz, Bolivia”.
Holotipo
El ejemplar holotipo designado es el catalogado como: B.M. n°. 21. 11. 6. 20. (número original 64); se trata del cráneo de una hembra adulta, la que fue capturada el 18 de enero de 1921, enviada por el Marqués de Wavrin. Se encuentra depositada en el Museo de Historia Natural, de Londres. Un cráneo de un ejemplar juvenil también fue examinado para la descripción.
Etimología
Etimológicamente, el epíteto específico leucoblephara se construye con dos palabras del idioma griego, en donde: leukos significa ‘blanco’ y blepharon es ‘párpado’. Refiere a una característica de la subespecie típica de la especie, la que había llamado la atención a su descriptor, el naturalista paleontólogo y zoólogo alemán, nacionalizado argentino, Carlos Germán Burmeister: “…los bordes de los ojos blanco puros…”.
El epíteto subespecífico demissa es el nominativo femenino singular de dēmissus, palabra en latín que significa ‘abajo’, en alusión a la distribución en bajas altitudes de este taxón respecto a la geonemia altiplánica de Galea boliviensis boliviensis.

### Historia taxonómica
En el año 1961, el zoólogo y paleontólogo español —nacionalizado argentino— Ángel Cabrera Latorre, restringió su distribución al pie de la zona montañosa del departamento de Santa Cruz, centro de Bolivia. En el mismo año, F. Hückinghaus pensó que tenía una distribución más amplia, en la que incluía las planicies del sudeste de Bolivia.
Desde el año 1935 fue tratada como una subespecie de Galea musteloides Meyen, 1832 (es decir, Galea musteloides demissa) hasta que, luego de un estudio en el que se empleó secuencias de un gen mitocondrial (citocromo b), en el año 2010, Galea leucoblephara fue elevada a especie plena por Jonathan L. Dunnum y Jorge Salazar-Bravo, transfiriéndose a esta última esta subespecie. 
En el año 2008, en su tesis doctoral, Alexandra Maria Ramos Bezerra consideró a este taxón en la categoría de especie independiente (es decir, Galea demissa), algo que aún no se efectivizó mediante un acto nomenclatural.

#### “Galea spixii campicola”
En el año 1938, el mastozoólogo J. K. Doutt describió un nuevo taxón, asignándolo a la especie: Galea spixii —la cual se distribuye en el noreste de Brasil—, bautizándola con el nombre de: Galea spixii campicola, basándose en el tamaño general y la coloración de la serie tipo. La localidad de colecta del ejemplar tipo fue: "Campo de Guanacas" [sic] (Campo de Guanacos, a 450 m s. n. m.), en el departamento de Santa Cruz, Bolivia”. Lamentablemente, al diagnosticarla, su descriptor no hizo comparaciones con Galea m. demissa a pesar de que la localidad tipo de esta última está aproximadamente a 100 km al suroeste de la localidad tipo dada a G. s. campicola. En el año 2010, un estudio con datos moleculares publicado por Jonathan L. Dunnum y Jorge Salazar-Bravo, no encontró afinidad entre la serie tipo de G. s. campicola con los especímenes del Brasil nororiental de G. spixii, pero cayeron plenamente dentro del bien apoyado clado G. leucoblephara demissa, por lo que confirmaron la consideración de sinónimo más moderno respecto a esta última de Galea spixii campicola, no concordando con C. A. Woods y C. W. Kilpatrick, quienes en el año 2005 incluyeron a G. s. campicola en la sinonimia de G. s. spixii.

## Distribución y hábitat
Este taxón habita en estepas arbustivas y bosques xerófilos del chaco occidental, en llanuras o sierras, distribuyéndose en el centro y sudeste de Bolivia, oeste de Paraguay y en las provincias del noroeste de la Argentina: este de Jujuy y de Salta, oeste de Formosa y de Chaco, Santiago del Estero, Tucumán y norte y centro de Catamarca.